# ابن قفطان
ابراهیم بن حسن بن علی شهرت‌یافته به ابن قُفطان (۱۷۸۵–۱۸۶۲م) شاعر عراقی بود. از خاندان آل رباح در نجف بود. کتابی با عنوان الرهن نگاشت و بیشتر شعر مدایح و مراثی است.